# George Pastell
George Pastell (* 13. März 1923 in Zypern; † 4. April 1976 in Miami-Dade County, Florida, Vereinigte Staaten) war ein US-amerikanischer britischer zypriotischer Schauspieler.
Die Quellen variieren hinsichtlich der Frage, ob sein richtiger Name Nino (IMDb) oder George Pastellides (BFI) war. In seiner Heiratsurkunde wird sein Name als Georgiou Pastellides angegeben, während in seiner RADA-Akte sein Name als George Pastel aufgeführt ist.

## Leben
George Pastell wurde 1923 in Zypern als Sohn einer Französin und eines Griechen geboren.
Mit 21 Jahren trat er dem Griechischen Nationaltheater bei. Einige Jahre später verließ er Zypern mit nur 50 Pfund in der Tasche und kam nach England, wo er kaum Englisch sprach. Er erlernte die Sprache jedoch durch Abendkurse an der Pitman School und schloss bald darauf sein Studium an der Royal Academy of Dramatic Art ab.
Er gab sein Filmdebüt in Haus der Sehnsucht (1949) unter dem Namen Nino Pastellides. Meist spielte er in Film und Fernsehen Bösewichte. Er wurde von Hammer Film Productions oft in orientalische Charaktere besetzt, beispielsweise als Mehemet Bey in Die Rache der Pharaonen (1959), als Hohepriester von Kali in Die Würger von Bombay (1960), als Inspektor Etienne in Die Ausgekochten (1963) und als Hashmi Bey in Die Rache des Pharao (1964).
Pastell besaß die doppete Staatsbürgerschaft von Großbritannien und der Vereinigten Staaten. Er lebte in Miami, Florida, und Manhattan. Er war Mitglied der Screen Actors Guild und Theaterlehrer am Pasadena Playhouse. Seine letzten Jahre verbrachte Pastell damit, durch die USA zu reisen und gemeinsam mit seiner Frau in Musicals aufzutreten. Er starb am 4. April 1976 an einem Herzinfarkt.

## Filmografie
- 1949: Adam und Evelyne (Adam and Evelyne)
- 1949: Die Rivalin (Madness of the Heart)
- 1949: Die schwarzen Teufel von Bagdad (Bagdad)
- 1949: Haus der Sehnsucht (Give Us This Day)
- 1952: Moulin Rouge
- 1952: The Gambler and the Lady
- 1953: Deadly Nightshade
- 1953: South of Algiers
- 1958: Blind Spot
- 1958: Battle of the V-1
- 1959: Tiger Bay
- 1959: Deadly Record
- 1959: Hügel des Schreckens (The Angry Hills)
- 1959: Die Rache der Pharaonen (The Mummy)
- 1959: Die Würger von Bombay (The Stranglers of Bombay)
- 1959–1960: Die vier Gerechten (The Four Just Men)
- 1960: Bottoms Up
- 1960: Der Mann von Interpol (Man from Interpol)
- 1960: The Siege of Sidney Street
- 1961: Konga
- 1961: Die Betrüger (The Cheaters)
- 1961: Die Peitsche (The Frightened City)
- 1961–1963: Geisterschwadron (Ghost Squad)
- 1962: Village of Daughters
- 1962: Masters of Venus
- 1962: On the Beat
- 1962: Kommissar Maigret (Maigret)
- 1962: Flughafendetektive (Zero One)
- 1962: Richard Löwenherz (Richard the Lionheart)
- 1963: Tarzans Todesduell (Tarzan’s Three Challenges)
- 1963: Zusammenstoß (Impact)
- 1963: Die Ausgekochten (Maniac)
- 1963: James Bond 007 – Liebesgrüße aus Moskau (From Russia with Love)
- 1964: The Secret Door
- 1964: Der Millionenschatz (The Moon-Spinners)
- 1964: Die Rache des Pharao (The Curse of the Mummy’s Tomb)
- 1964: Geheimauftrag für John Drake (Danger Man)
- 1959–1965: Gefährliche Geschäfte (The Third Man)
- 1965: Freiwild unter heißer Sonne (The High Bright Sun)
- 1965: Heiße Ware – Kalte Füsse (The Intelligence Men)
- 1965: Herrscherin der Wüste (She)
- 1965: Unser Mann vom Secret Service (Licensed to Kill)
- 1965: Out of the Unknown
- 1966: Willkommen, Mister B. (A Man Could Get Killed)
- 1966: That Riviera Touch
- 1966: Khartoum
- 1966: Mit Schirm, Charme und Melone (The Avengers)
- 1966: Blätter im Wind (Run with the Wind)
- 1967: Heiße Katzen (Deadlier Than the Male)
- 1967: Der Kampf (The Long Duel)
- 1967: Doctor Who – Das Grab der Cybermen
- 1967: Der Kampf (The Long Duel)
- 1968: The Magus
- 1968: The Champions
- 1969: Vendetta for the Saint
- 1969: Department S
- 1962–1969: Simon Templar